# Горан Ђоровић
Горан Ђоровић (Приштина, 11. новембар 1971) је бивши југословенски и српски фудбалер и репрезентативац.

## Каријера
Прве фудбалске кораке начинио је у фудбалском клубу Приштина где је дебитовао као првотимац 1989. године. За ФК Приштину је одиграо 97. првенствених утакмица и постигао 4 гола, а онда 1993. године постаје члан београдске Црвене звезде за коју је играо четири сезоне одигравши притом 101. првенствену утакмицу и постигао 2. гола. Године 1997. постаје интернационалац у шпанском клубу ФК Селта. После четири сезона проведених у Селти одлази у Депортиво ла Коруњу, одакле одлази на позајмицу у Елче, а фудбалску каријеру је завршио 2004. године.

## Репрезентација
За репрезентацију СР Југославије дебитовао је 23. децембра 1994. године у пријатељској утакмици са Бразилом у Порто Алегреу. Последњу утакмицу у националном дресу је одиграо 6. октобра 2001. на стадиону Партизана у квалификацијама за СП 2002. против репрезентације Луксембурга. За национални тим одиграо је укупно 49. утакмица, а није постигао гол.